# Josh Bidwell
Joshua John "Josh" Bidwell (født 13. marts 1976 i Winston, Oregon, USA) er en tidligere amerikansk footballspiller, der spillede i NFL som punter for Washington Redskins, Green Bay Packers og Tampa Bay Buccaneers. Hans karriere strakte sig over 12 sæsoner.
Bidwell blev en enkelt gang, i 2005, udtaget til Pro Bowl, NFL's All Star-kamp.

## Klubber
- Green Bay Packers (1999–2003)
- Tampa Bay Buccaneers (2004–2009)
- Washington Redskins (2010)